# Řád dračích stromů
Řád dračích stromů (portugalsky: Ordem do Dragoeiro) je státní vyznamenání Kapverdské republiky založené byl roku 1987. Udílen je občanům Kapverd i cizím státním příslušníkům za zásluhy v oblasti hospodářské, vědecké, technologické či kulturní.

## Historie
Řád byl založen dne 15. srpna 1987 zákonem č. 20/III/87. Pojmenován je po dračinci dračím, který symbolizuje odolnost s jakou lidé Kapverd bojovali za svou nezávislost.

## Pravidla udílení
Řád je udílen občanům Kapverd i cizím státním příslušníkům za zásluhy v ekonomické, kulturní, vědecké a technologické oblasti. Udílí jej prezident Kapverd buď z vlastního přesvědčení, na návrh národního shromáždění či na doporučení vlády. Může být udělen i posmrtně.

## Insignie
Řádový odznak má tvar zlatého kotouče. Uprostřed je zeleně smaltovaný list dračince dračího. Uprostřed listu je černě smaltovaná pěticípá hvězda.
Řádová hvězda má tvar zlatého pětiúhelníků se zaoblenými rohy. Uprostřed je zlatý kotouč s listem dračince a černou hvězdou svým provedením shodný s řádovým odznakem.
Stuha je zelená se dvěma úzkými žlutými pruhy.

## Třídy
Řád je udílen ve třech řádných třídách:
- I. třída – Řádový odznak se nosí na široké stuze spadající z ramene na protilehlý bok. Řádová hvězda se nosí nalevo na hrudi.
- II. třída – Řádový odznak se nosí na stuze kolem krku.
- III. třída – Řádový odznak se nosí na stuze na hrudi.

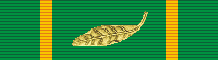
I. třída
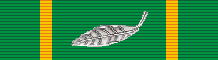
II. třída
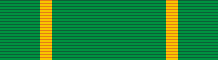
III. třída